# 용암 박운 효자정려비
용암 박운 효자정려비(龍巖 朴雲 孝子旌閭碑)는 대한민국 경상북도 구미시 해평면 괴곡리에 있는 조선시대의 정려비이다. 2005년 3월 14일 경상북도의 유형문화재 제363호로 지정되었다.

## 개요
해평 괴곡 출신의 학자 용암 박운의 효자정려비이다.
1578년(宣祖 11)에 정려(旌閭)를 받은 효자(孝子) 박운(朴雲)의 정려비(旌閭碑)로 1580년(宣祖 13)에 세웠다.
용암 박운은 선비(先妣, 돌아가신 어머니)께서 임종 때에 외를 찾았으나 겨울이라 구해드리지 못했기에 여생 동안 외를 입에 대지 않았다는 일화를 남긴 효자이다.
비석 앞면의 ‘효자 성균진사 박운지려(孝子成均進士朴雲之閭)’라 쓰인 글씨는 명필로 알려진 석봉(石峰) 한호(韓濩)의 글씨라고 한다. 뒷면의 음기(陰記)는 해평면 해평리 출신으로 당시 한성우윤(漢城右尹)이던 최응룡(崔應龍)이 찬(撰)하였다.
용암 박운은 1493년(成宗 24년) 선산부 해평현 괴곡리에서 태어났다. 1519년(中宗 14년) 진사시(進士試)에 입격(入格)하였다. 송당 박영의 문도이며, 저서로 『자양심학론(紫陽心學論)』, 『격몽편(擊蒙篇)』, 『경행록(景行錄)』, 『삼후전(三候傳)』, 『위생방(衛生方)』 등이 있다. 1562년(明宗 41년) 몰(歿)하고 1642년(仁祖 20년) 낙봉서원에 배향되었다. 퇴계(退溪) 이황(李滉)의 묘갈문(墓碣文), 구암(久庵) 김취문(金就文)의 묘지명(墓地銘)이 있다. 유적으로 부조묘(不祧廟), 명경당(明敬堂) 등이 있다.

## 참고 자료
- 용암박운효자정려비 - 국가유산청 국가유산포털